# Зайцев, Варфоломей Александрович
Варфоломе́й Алекса́ндрович За́йцев (30 августа [11 сентября] 1842, Кострома — 8 [20] января 1882, Кларанс, Швейцария) — литературный критик, публицист, известный нигилист 60-х годов XIX века. Современники нередко сравнивали его с Анри Рошфором.

## Биография
Родился в семье чиновника. В детстве из-за постоянных переездов отца получил образование дома. Учился на юридическом факультете Петербургского университета, медицинском Московского университета, в Петербургской медико-хирургической академии. Курса нигде не закончил. В 1863—1865 годах один из деятельнейших сотрудников журнала «Русское слово», создал себе на короткое время громкую известность «отрицанием эстетики» и резкими выходками против признанных авторитетов. Один из застрельщиков скандальной полемики между «Русским словом» и «Современником», вошедшей в историю как «Раскол в нигилистах».
Стремился к возможно «ясной» постановке вопросов эстетики и морали в духе модного среди радикальной молодёжи того времени вульгарного материализма. Человек искренний, эрудированный, он не всегда мог критически разобраться в сложных вопросах и случалось, что попадал перед публикой впросак. Например, страстно доказывал в ходе полемики, что Артур Шопенгауэр материалист на манер Карла Фохта.
26 апреля 1865 года женился на Елене Евграфовне Кутузовой (1844—после 1908), сестре Олимпиады Кутузовой. В метрической книге села Берёзки за 1865 года имеется запись о браке от 26 апреля № 9: Бывший студент Императорского Московского университета медицинского факультета 4 класса Варфоломей Александров Зайцев православного исповедания первым браком 24 года и сельца Лялина умершего штаб капитана дочь девица Елена Евграфова Кутузова православного исповедания 22 года. Поручители по жениху: сельца Лялина помещик Иван Евграфов Кутузов, Вышневолоцкий помещик штаб капитан Константин Силавин. По невесте — Вышневолоцкий помещик Арсений Сергеев Колодничев (Государственный архив Тверской области ф.160 оп.15 д.1081).
В конце 1865 году вследствие конфликта с главным редактором из «Русского слова» ушёл.
В 1866 после покушения Дмитрия Владимировича Каракозова на императора Александра II был, как и многие нигилисты и неблагонамеренные, арестован и провёл несколько месяцев в Петропавловской крепости, где приобрёл целый букет заболеваний. После освобождения — под полицейским надзором.
В 1869 году, не имея возможности публиковаться в России, уехал за границу, где зарабатывал на жизнь уроками, лекциями, переводами. Бедствовал. В эмиграции сблизился с бакунистами, общался с Петром Федосеевичем Алисовым.
В 1870—1871 годах жил в Турине, где организовал первую итальянскую секцию Интернационала, в межфракционной борьбе внутри этой организации поддерживал Михаила Александровича Бакунина.
Публиковался в таких эмигрантских изданиях, как «Общее дело» (1877—1882, около 80 статей), «Колокол» Огарёва — Нечаева (1870) и некоторых других. Изредка помещал статьи в легальных российских изданиях: «Деле» («Средневековая демократия» в кн. 2 и 4 за 1878), «Отечественных записках» («Современная мораль» (1874, № 2), «Франсуа Рабле и его поэмы» (1874 № 5), «Воскресение мёртвых или Тэн о революции» (1879, № 7-8)). Специально занявшись историей, издал полезную компиляцию: «Руководство всемирной истории: древняя история Востока» (СПб., 1879); «Руководство всемирной истории: древняя история Запада» (т. I, СПб., 1882). Переводы его: Гонеггера, «Очерк литературы и культуры XIX в.» (СПб., 1867), В. Диксона, «Духовные жены» (СПб., 1869); Сочинения Лассаля (СПб., 1870); роман Ипполито Ньево, «Исповедь старика» (СПб., 1875). Под редакцией Варфоломея Александровича Зайцева и Николая Гавриловича Чернышевского была переведена на русский язык «Всемирная история» Фридриха Кристофа Шлоссера (СПб., 1861—1868; 2 изд. СПб., 1868—1871).
В журнале «Минувшие годы» (ноябрь 1908 г.) были опубликованы воспоминания о В.Зайцеве — «В. А. Зайцев за границей (по его письмам и воспоминаниям его жены)». Они были литературно обработаны их дочерью — Марией Варфоломеевной Зайцевой (ок.1869—1921). 

## Оценки взглядов и деятельности
В 1958 году советский учёный А. А. Любищев заинтересовался личностью Зайцева и исследовал том его «Избранных сочинений», изданных в 1934 году в серии «Классики революционной мысли домарксистского периода». Свои многостраничные заметки Любищев резюмирует следующим образом:

Этот достаточно подробный разбор взглядов и деятельности Варфоломея Александровича Зайцева позволяет дать ему такую краткую характеристику: вульгарнейший материалист в философии, невежда в науке, расист в социологии, вандал в эстетике, дикий анархист в политике, противник демократии в общественной жизни, абсолютный деспот в смысле нетерпимости к инакомыслящим, грязный клеветник по отношению к тем, которые ему в чём-либо оказались неприятными.

## Избранные труды
- Взбаломученный романист. — (из журн.: Русское слово. – 1863. – окт. – С. 23–44).
- Избранные сочинения в 2-х томах. — М.: Изд-во Всесоюз. о-ва политкаторжан и ссыльно-поселенцев, 1934. — Т. 1. — 548 с.
- О пользе цареубийства. — Genève: M. Elpidine, 1900. — 12 с.
- Руководство всемирной истории: Древняя история Запада. — СПб.: А. Ф. Пантелеев, 1882. — Т. 1. — 628 с.
- Современное положение русской прессы. — Carouge-Genève: М. К. Элпидин, 1902. — 24 с.
- Зайцев В. А., Элпидин М. К. Нечто о шпионах. — Carouge-Genève: М. К. Элпидин, 1904. — 50 с.
- Руководство всемирной истории: Древняя история Востока / Сост.: В. А. Зайцев. — СПб.: А. Ф. Пантелеев, 1879. — 282 с.
- Соколов Н. В., Зайцев В. А. Отщепенцы. — СПб.: печатня В. Головина, 1866. — 316 с.

### Переводы
- Вольтер Ф. М. Философія исторіи / Пер. с франц. В. А. Зайцева. — СПб., 1868.
- Гильом Д. Анархия по Прудону: Изложение и разбор его сочинений / Пер. В. А. Зайцева. — Лондон: наборня М. П. Сажина, 1874. — 212 с.
- Дидро Д. Романы и повести: в 2-х т. / Пер. В. А. Зайцева. — СПб.: тип. Н. Неклюдова, 1872. — Т. 2. — 401 с.